# Леопольдсхёэ
Леопольдсхёэ (нем. Leopoldshöhe) — община в Германии, в земле Северный Рейн-Вестфалия.
Подчиняется административному округу Детмольд. Входит в состав района Липпе.  Население составляет 16 113 человек (на 31 декабря 2010 года). Занимает площадь 36,94 км².
Коммуна подразделяется на 8 сельских округов.